# Rebeca Lane
Rebeca Eunice Vargas Tamayac conocida como Rebeca Lane o Miss Penny Lane (Ciudad de Guatemala, 6 de diciembre de 1984) es una artivista, socióloga, poeta y cantautora de rap feminista y anarquista guatemalteca. Es fundadora de Somos Guerreras una propuesta para visibilizar el trabajo de las mujeres de Centroamérica en el Hip Hop generando espacios de formación, convivencia y producción de eventos. Ha publicado su poesía en revistas literarias de Guatemala, Puerto Rico y México. En 2019 se publica su primer libro de poesía "Hierbamala" con la editorial Arscesis. Como socióloga ha realizado diversas investigaciones sobre culturas juveniles y tribus urbanas en Guatemala (2012). Su música, reivindicativa feminista y de denuncia de las violencias sociales y contra las mujeres, le ha valido reconocimiento internacional.

## Biografía
Rebeca Lane nació en 1984, en uno de los momentos más crudos de la guerra civil que se prolongó en Guatemala de 1960 a 1996 y que marca su vida.  Creció en una familia relacionada con la música y la poesía como medio de expresión. Su tía fue la guerrillera y poeta Rebeca Eunice Vargas Braghiroli, detenida y desaparecida por el ejército guatemalteco a finales de la Guerra Civil en Guatemala en 1981. Su desaparición, ha explicado la artista en diversas entrevistas, dejó una profunda herida en la cantante quien se introdujo en el activismo político a los doce años, y busca rescatar la memoria histórica de su país a través del rap: “no como víctima -dice- sino como portavoz de la marginalidad y de la lucha de clases”.  Su música está atravesada por referencias a feminicidio, mestizaje, violencia y diferentes luchas sociales.   
Su nombre artístico como rapera tiene conexión con esa desaparición: “Mi nombre es mi identidad, arraigada a una identidad ancestral y dolorosa por su ausencia. El Lane sale de un sobrenombre que me pusieron mis amigos (Miss Penny Lane)" Miss Penny Lane es el nombre que utilizó para firmar su blog, “Mujeres de bolsa grande y zapatos bajos” que recoge su producción poética Como poeta ha publicado en la Revista de la USAC, Revista Literaria Voces Convergentes, Revista Imagina, El Vestíbulo (Puerto Rico), la revista electrónica Te prometo Anarquía, y Analistas Independientes de Guatemala. Así como en poemarios colectivos de Cascada de Palabras, Cartonera (México).
Rebeca Lane ha participado también como actriz de teatro en : Histéricas y no tanto (2013), Danzas saicas alucinantes (2012), El Juego (2009), Las Profanas (2009).

### El rap como espacio de denuncia
Estudió sociología en la Escuela de Ciencia Política de la Universidad de San Carlos de Guatemala y comenzó a profundizar en los esquemas de liberación femenina. Como socióloga participa en diversos foros académicos y en 2012 realiza diversas investigaciones y ponencias sobre culturas urbanas e identidades juveniles, particularmente la cultura Hip Hop.
Su inquietud por el rap surge a raíz de su militancia en una organización civil en la que, familiares de asesinados, desaparecidos y presos políticos de la última dictadura militar en Guatemala, luchan contra la represión y la impunidad en favor de los derechos humanos. Empezó escuchando al grupo argentino Actitud María Marta. En la poesía que escribe desde pequeña encuentra los elementos primordiales del rap: palabra, rima y música. Como locutora del programa “Políticamente incorrecta” en Da-radio.com en ciudad de Guatemala, donde conversaba sobre temas considerados socialmente tabú, tuvo la posibilidad de conocer grupos de rap y grabar, combinando poesía y hip hop para llevar más lejos su mensaje. 
A raíz de su militancia por la recuperación de la memoria histórica se involucra en la lucha por las tierras de pueblos indígenas y en movimientos políticos de obreros y pobladores en contra del neoliberalismo. Darse cuenta de las dinámicas sociales por las que se limitaba a las mujeres la voz y liderazgo le lleva a implicarse en el feminismo; primero desde grupos teatrales y de arte urbano y poético, para centrarse desde 2012 en el rap y en el hip-hop.

En su obra poética y sus canciones de rap destaca la denuncia de la situación de las mujeres y la reivindicación de autonomía y libertad rompiendo con la tradición. En este marco, la guatemalteca forma Somos Guerreras, una propuesta para visibilizar el trabajo de las mujeres en el Hip Hop de Centroaméricaen la que se le unen las también raperas Nakury, de Costa Rica, y Audry Funk, de México. Según Lane, el objetivo es “crear espacios para las mujeres dentro de la cultura Hip Hop para el empoderamiento colectivo”, para lo que generan talleres, convivencia y eventos, realizando diversos tours e incluso, en 2016, un documental sobre la participación de las mujeres del Hip Hop en la región.  
"Ya no somos las fans, las novias de, las invitadas a abrir eventos. Hemos logrado que los chicos tengan respeto por lo que hacemos, y organizado nuestros propios eventos”, dice Lane. En fin, “hemos perdido el miedo de que no nos quieran ir a ver actuar”.

"El hip hop nos llegó a nosotros en cierto momento histórico donde los jóvenes en Guatemala necesitábamos una vía de expresión, libre, política y accesible. Porque yo nunca me planteé tener un grupo de rock o algo así porque para nosotros no es accesible tener una guitarra, tener un lugar donde ensayar, ponerte de acuerdo con cinco personas que tengan cada una un instrumento y que sepan tocarlo y que hayan ido a clase o que sean autodidactas. (...) este (ritmo) es el que me parece que es muy popular, muy necesario, y que es el que a mi generación le ha permitido expresarse, en ese contexto de guerra que todavía estamos viviendo, diferente al que se vivió hace más de 20 años."  Rebeca Lane
El rap feminista en el que se sitúa Rebeca Lane contribuye a crear redes de apoyo entre mujeres y a visibilizar y confrontar distintos tipos de violencia sistémica, y en espacial contra las mujeres. Su música conecta con grupos y movimientos que defienden los derechos humanos en Latinoamérica, a las comunidades indígenas en su lucha para proteger la tierra de sus ancestros y a varios movimientos sociales vinculados al feminismo comunitario, el cuestionamiento de la memoria histórica o subvertir los códigos tradicionales de género.  
"Sus canciones y videoclips traducen una reflexión social y unos planteamientos feministas contra-hegemónicos sólidos, con una sensibilidad cercana al feminismo comunitario. Rebeca Lane subvierte la tradición muy machista del rap, decolonizando y liberando el cuerpo de mujer. Veremos cómo su rap llega a ser un instrumento de empoderamiento y reconstrucción de la identidad de mujer, pero también de recuperación de la memoria colectiva y sanación del cuerpo social."
Como cantante, su carrera incluye trabajos como solista y y también como miembro del colectivo de hip hop Última Dosis, integrado por raperos, productores, diseñadores y artistas urbanos. En 2012 en el colectivo Última Dosis graba Rap(H)² - 502 mg y participa en el Festival Internacional Revolución Hip Hop 2012 de Guatemala.
Como solista, en octubre de 2013 lanzó el EP "Canto", con 8 temas, entre los que tiene especial resonancia "Mujer Lunar". Ese año participa en diversos festivales internacionales en México.
En 2015 presenta su segundo trabajo en solitario, el álbum Poesía Venenosa, con ritmos de hip hop, reggae y soul, y temas centrados en el empoderamiento de la mujer frente al machismo. Realiza el Tour Vulvástico por 8 ciudades de México, junto a la rapera costarricense Nakury.
En 2016 lanzó su tercer álbum "Alma Mestiza", con el que realizó giras internationales en Centroamérica, España, Alemania y otros países europeos. El álbum tiene 14 temas, entre ellos: “Reina del Caos”, una de sus canciones de más éxito, “Este cuerpo es mío”, y la “Cumbia de la Memoria”. Además tiene colaboraciones en: “Somos Todo” junto al rapero guatemalteco Tr3s Palabras, y “Libre, Atrevida y Loca” con Miss Bolivia de Argentina y Ali Gua Gua de México.
En 2018 publica el álbum "Obsidiana", donde su propuesta rítmica combina géneros como el hip hop, cumbia y música wayra, un estilo originario de Los Andes. El álbum ahonda en los ancestros y la re-construcción del lenguaje propio. Rebeca Lane lo define como "buscar un hip hop que suene a nosotras, buscar lo que suena en estas tierras, buscar los sonidos propios y los nuestros para crear una propuesta estética desde nosotras, no copiando lo que pasa en el norte que es usualmente lo que siempre hacemos." Con un título que hace referencia a la piedra volcánica, negra y cristalizada que los mayas consideraban la "piedra de la verdad" o "de la justicia". Con esta nueva entrega, Lane visita por tercer año consecutivo España y da conciertos en 8 ciudades, como una de las escalas de su gira europea.
En 2020 lanza “Para qué llorar”, un single creado durante la cuarentena de la pandemia COVID-19, y a principios de 2021, "La Tatuana", como adelantos de un nuevo EP, “Llorando diamantes”, de próxima aparición.
Además, ha colaborado con varios artistas de distintas nacionalidades, como la rapera feminista La Furia, con quien grabó el tema "Soy lo que soy" y su video oficial; las mexicanas Audry Funk  y Masta Quba con quienes grabó "Chismecito", el salvadoreño Zaki o la rockstar de la cumbia argentina Tita Print.

## Discografía
- Rap(H)² - 502 mg (2012) con Última Dosis
- Canto (2013)
- Poesía Venenosa (2015)
- Dulce Muerte (2015) con Kontra
- Alma Mestiza (2016)
- Obsidiana (2018)
- Llorando diamantes (2021)
- 40ntonas y sabrosas (2024) con Audry Funk

## Publicaciones
- Reflexiones sobre la cultura y subtexto de mi conciencia sociológica.(2012)[22]
- Culturas juveniles y tribus urbanas. (2012)[23]
- La ciencia como arte, el caos como avance: Paul Feyerabend y el anarquismo epistemológico. (2012)[24]
- Identificación nacional en el rap guatemalteco (2012)[25]
- Filosofía social y ensayo crítico. (2012)[26]
- El proceso judicial a Efraín Ríos Montt por Genocidio.[27]